# Javier Grullón
Javier Armando Henríquez Ramos (Javier Grullón) (Santo Domingo, 16 de febrero de 1988) es un actor y cantante dominicano. 
Conocido por sus roles en teatro musical.  Exintegrante del grupo pop AURA y uno de los "guardianes" del programa de televisión “Qué chévere es saber”.
Hijo del actor dominicano Kenny Grullón.

## Biografía
Grullón nació en Santo Domingo, República Dominicana. Él es el hijo de María Lina Ramos y Kenny Grullón, reconocido actor y humorista Dominicano.
Estudió música en el Centro de Educación Musical Moderno y trabajó en varias producciones infantiles de teatro musical con Maricusa Ornes y Nuryn Sanlley. Recibió entrenamiento en canto y vocalización con Reynaldo Fustier, Nadia Nicola y Ameris Cepeda. Tomó clases de danza clásica y moderna con los instructores Carlos Veitía, Alicia Abreu, Iván Tejada y Ana Karina Cuello. Realizó talleres de Teatro Musical con Maurice Hines y en el Broadway Dance Center de Nueva York.  En actuación recibió entrenamiento con Laura García Godoy, María Castillo, Waddys Jáquez , Enrique Chao y Katherine Montes.

## Carrera
En 2008 hizo su primer papel interpretando a Jack Scott en el musical de Disney High School Musical On Stage producido por Nuryn Sanlley. En octubre de ese mismo año hace el personaje de Bert Healy en Annie, producido por Amaury Sánchez.
En 2009 interpretó a Mendel en El Violinista en el Tejado, a Link Larkin en Hairspray y al príncipe en La Cenicienta, recibiendo una nominación a los Premios Casandra por estas dos últimas. Este mismo año inicia en la televisión como conductor principal y animador del programa Róbate el Show.
En 2010 interpreta a Riff en West Side Story y a Fred Casely en Chicago. Este mismo año incursionó en el cine con el mediometraje Emboscada de Rafael Madera, haciendo el papel de José Antonio.
En 2011 realizó la obra de teatro "Qué Buena Amiga es mi Suegra" de Franklin Domínguez junto a Nuryn Sanlley, seguido por los musicales Blancanieves y los Siete Enanitos y el controversial musical Rent donde interpretó a Mark Cohen. Igualmente ese año empezó a conducir junto a Irving Alberti y Raeldo López el programa Qué Chevere es Saber bajo la producción de Milagros Germán.
En 2012 realizó el papel del Espantapájaros en el musical El Mago de Oz de Amaury Sánchez. Encarnó, además, al duende Willie en la trilogía musical Las Aventuras de Willie. En febrero de este año formó junto a Manny Cruz y José Julio Sánchez el grupo AURA, una agrupación de música pop en español.
En 2013 participó en el film de Alan Nadal Piantini "Noche de Circo" con el personaje del "Niño Rico", producido por Ángel Muñiz. Además forma parte del espectáculo "Disney en Concierto" producción de Amaury Sánchez, una recopilación de los temas más populares de las películas de Disney.
También formó parte del elenco de actores del programa "El Show de Techy", un nuevo concepto de comedia creado por la artista dominicana Techy Fatule.
En el 2014 protagonizó el musical In the Heights producción de Amaury Sánchez y dirección de Waddys Jáquez con el personaje de Usnavi, el cual le mereció su segunda nominación a Actor del Año en los Premios Soberano 2015.
También, obtuvo un papel secundario en la película "Locas y Atrapadas" de Alfonso Rodríguez, con la cual obtuvo una nominación a los premios "La Silla" por "Mejor Actor Secundario".
En el 2015 coprotagoniza la película "Algún Lugar" con el personaje de Moisés, el cual le valió un premio internacional de "Mejor Actor Secundario" en el festival "30 under 30" de Nueva York.
También realizó el espectáculo "La Fiebre del Disco" en el Palacio de Bellas Artes bajo la dirección de Amaury Sánchez y coprodujo y participó en el concierto "Canta Navidad" junto a Techy Fatule y Carolina Rivas en el Hard Rock Café.
En el 2016 obtiene el papel de "Matías" en la comedia cinematográfica "Pa' qué me Casé" del productor y director Roberto Ángel Salcedo y forma parte del elenco del espectáculo musical "The Magic of the Movies" junto a la Orquesta Filarmónica de Santo Domingo.      
En el 2017 obtuvo papeles en las películas "Mision Estrella" de Fernando Báez donde interpreta el personaje "Teo" y la historia bélica "Héroes de Junio" del director Roddy Pérez con el personaje "Mayobanex Vargas", ambos roles protagónicos. También un papel secundario en la película "La Otra Penélope" dirigida por Vladimir Abud.

## Teatro
| Teatro    | Teatro                             | Teatro           | Teatro         |
| Año       | Título                             | Personaje        | Papel          |
| --------- | ---------------------------------- | ---------------- | -------------- |
| 2008      | High School Musical On Stage       | Jack Scott       | Secundario     |
| 2008      | Annie                              | Bert Healy       | Secundario     |
| 2009      | El violinista en el tejado         | Mendel           | Secundario     |
| 2009      | Hairspray                          | Link Larkin      | Coprotagonista |
| 2009      | Cenicienta                         | Príncipe         | Coprotagonista |
| 2010      | West Side Story                    | Riff             | Coprotagonista |
| 2010      | Chicago                            | Fred Casely      | Secundario     |
| 2010      | Las aventuras de Willie            | Willie           | Protagonista   |
| 2011      | Qué buena amiga es mi suegra       | Siempre Alegre   | Secundario     |
| 2011      | Blancanieves y los siete enanitos  | Enanito Sábado   | Coprotagonista |
| 2011      | Rent                               | Mark Cohen       | Coprotagonista |
| 2011      | Willie 3D                          | Willie           | Protagonista   |
| 2012      | El mago de Oz                      | Espantapájaros   | Coprotagonista |
| 2013      | Abuelos por emergencia             | Policía          | Secundario     |
| 2013      | Super Willie contra Los 4 Villanos | Willie           | Protagonista   |
| 2014      | In the Heigths                     | Usnavi           | Protagonista   |
| 2017      | Hotel Burlesque                    | Sinatra Rubirosa | Coprotagonista |
| 2017      | Quiero un Cuento                   | Lobo             | Protagonista   |
| 2017      | La Tiendita del Horror             | Seymour          | Protagonista   |
| 2017      | Navidá' fuera del Cajón            | Gabriel          | Secundario     |
| 2018      | Godspell                           | Jesus            | Protagonista   |
| 2019      | Jesucristo Súperstar               | Jesus            | Protagonista   |
| 2021/2022 | In the heights                     | usnavi           | Protagonista   |
| 2022      | Hoy No Me Puedo Levantar           | Colate           | Coprotagonista |
| 2023      | Grease                             | Danny Zuko       | Protagonista   |

## Filmografía
| Películas | Películas                                | Películas                                   | Películas      |
| Año       | Título                                   | Personaje                                   | Notas          |
| --------- | ---------------------------------------- | ------------------------------------------- | -------------- |
| 2010      | Emboscada (Cortometraje)                 | José Antonio                                | Protagonista   |
| 2010      | Ex-esposos, vecinos y rivales (Serie Tv) |                                             | Coprotagonista |
| 2013      | Noche de Circo                           | Niño rico                                   | Coprotagonista |
| 2014      | Locas y Atrapadas                        | Chismosa                                    | Secundario     |
| 2015      | Algún Lugar                              | Moisés                                      | Coprotagonista |
| 2016      | 'Pa que me Casé?                         | Matias                                      | Secundario     |
| 2017      | Misión Estrella                          | Teo                                         | Protagonista   |
| 2017      | Emoji The Movie                          | Fist Bumb, Abandoned Logagge y Trojan Horse | Secundario     |
| 2019      | Héroes de Junio                          | Mayobanex Vargas                            | Protagonista   |
| 2019      | La otra Penelope                         | Marcos                                      | Secundario     |
| 2019      | Kanibaru                                 | Raulito                                     | secundario     |
| 2024      | Asalto En Progreso                       |                                             | secundario     |

## Televisión
| Televisión | Televisión                    | Televisión          | Televisión             |
| Año        | Título                        | Trabajo             | Notas                  |
| ---------- | ----------------------------- | ------------------- | ---------------------- |
| 2009       | Róbate el Show                | Presentador         | Programa de televisión |
| 2010       | Ex-esposos, Vecinos y Rivales | Actor (Comedy Show) | Serie de televisión    |
| 2013       | El show de Techy              | Actor (Comedy show) | Serie de televisión    |
| 2010- 2019 | Qué Chévere es Saber          | Copresentador       | Programa de televisión |

## Premios y nominaciones
| Premios en Actuación | Premios en Actuación | Premios en Actuación   | Premios en Actuación   | Premios en Actuación        |
| Año                  | Resultado            | Premio                 | Categoría              | Trabajo Nominado            |
| -------------------- | -------------------- | ---------------------- | ---------------------- | --------------------------- |
| 2010                 | Nominado             | Premios Casandra       | Actor del Año          | Hairspray                   |
| 2010                 | Nominado             | Premios Casandra       | Actor del Año          | Cenicienta                  |
| 2014                 | Nominado             | Premios La Silla       | Mejor Actor Secundario | "Locas y Atrapadas" (Movie) |
| 2015                 | Nominado             | Premios Soberanos      | Actor del Año          | "In The Heights"            |
| 2015                 | Ganador              | Festival 30under30 NYC | Mejor actor de soporte | Algún Lugar (Movie)         |
| 2018                 | Nominado             | Premios Soberanos      | Actor del Año          | "Godspell"                  |
| 2022                 | Nominado             | Premios Soberanos      | Actor del Año          | "Hoy no me puedo levantar"  |
| 2023                 | Nominado             | Premios Soberanos      | Actor del Año          | "GREASE"                    |
| 2023                 | Ganador              | Premios Soberanos      | Mejor musical          | Grease (productor)          |

| Premios en la Música | Premios en la Música | Premios en la Música                  | Premios en la Música | Premios en la Música |
| Año                  | Resultado            | Premio                                | Categoría            | Trabajo Nominado     |
| -------------------- | -------------------- | ------------------------------------- | -------------------- | -------------------- |
| 2013                 | Nominado             | Premios Soberanos                     | Revelación del Año   | AURA                 |
| 2014                 | Ganador              | Premios Los 40 Principales de América | Mejor Artista en RD  | AURA                 |